# Mozart: 40. szimfónia
Csaknem pontosan egy hónappal az előző, Esz-dúr szimfónia után, 1788. július 25-én fejezte be Wolfgang Amadeus Mozart legszemélyesebb hangú szimfóniáját, a 40., g-moll szimfóniát, K. 550.
Míg az Esz-dúr szimfónia az élet boldogabb, fényesebb oldalát mutatta be, ebbe a művébe Mozart beleszőtte mindazt a keserűséget, amit először a fiatalkori 25, „kis” g-moll szimfóniában jelenít meg, és ami későbbi kamarazeneműveiben, a hasonló hangnemben írt zongoranégyesben és még fokozottabban a vonósötösben megrázó erővel jelenít meg.

## Tételek
Molto allegro

###### 
Lassú bevezetéssel ebben a szimfóniában nem találkozhatunk, mindössze pár halk mélyhegedűk által megszólaltatott g-moll akkordfelbontás készíti elő a panaszos („sóhaj-figura”) motívumból írt főtémát, amelynek mozgalmassága nyugtalanságot és feszültséget áraszt. Ez a „mélyvízbe bedobós technika” a romantikában nagyon kedvelt lett, szép példák Felix Mendelssohn hegedűversenye vagy Sergey Rachmaninov 3 zongoraversenye.
Mindvégig ez a hangulat az uralkodó a tételben, hol agresszívabban, hol kétségbeesettebben, a feloldódás reménye nélkül. A tétel szonátaformájú.

### Andante
Ritkán találkozhatunk olyan esettel, mint amit itt tapasztalhatunk: a lassú tétel rendkívül szorosan kapcsolódik a nyitó gyors tételhez.
Mozart ezt az Esz-dúr tételt is szonátaforma szerint írta meg. Itt is fontos szerep jut az ellenpontozásnak. Főtémájának melódiavonala ugyanaz a négy hang, ami Mozart kvázi zenei „névjegye” és amely a Jupiter-szimfóniában a fúgatémát adja.
A lassú tétel kidolgozásában démoni erők viaskodnak egymással; mint ahogy Hermann Abert írja: „az egész kidolgozás az érzelem egyetlen hatalmas diminuendója, anélkül, hogy ez az előadási utasítás egyszer is szerepelne a partitúrában…”

### Menuetto. Allegretto
A Menüett itt már nem tánc, lapidáris ellenpontozás és sajátos ritmika figyelhető meg benne. Csak a trió osztrák népzenei fordulatai lazítja valamennyire a tétel feszültségét.
Jellegzetes a tétel kezdésén hallható hemiolák.

### Allegro assai
A finálé „szurony”-témája a mannheimi iskola közismert stílusjegye, a kisebb és nagyobb hangszercsoportok váltakozása a versenyművek hatása. A tétel nyugtalansága azonban éppúgy az első tétel visszaidézése, mint a harcias ritmikája. Ez a tétel is szonátaformában íródott.
A kidolgozási szakasz a főtéma legkisebb tetszetősségét is eltörli, ellenpontozó szerkesztése ugyanolyan, mint a nyitótételben, itt azonban valóban a kontrapunktikus technika mesterének bizonyul Mozart. Ez a rész arról is híres, hogy rövid időn belül egy hang kivételével a kromatikus skála összes hangját megszólaltatja:

## Hangszerelés
Itt is nagy gonddal válogatta össze a zenekar hangszereit: klarinétok helyett oboákat írt elő, trombitákat és üstdobokat pedig egyáltalán nem kívánt használni. Később úgy módosította eredeti elképzelését, hogy az oboák szólamát megosztotta az oboák és klarinétok között. Innen a mű két változata.
A végleges hangszerelés: fuvola, két oboa, két klarinét, két fagott, két kürt és vonós hangszerek.

## Hatása más szerzőkre, ill. kritikusokra
- Ludwig van Beethoven nagyon jól ismerte ezt a szimfóniát, 29 ütemet ki is másolt a műből a jegyzetfüzetébe. Állítólag ezen szimfónia utolsó tétele inspirálta a „Sors”-szimfónia harmadik tételének megírására.
- Franz Schubertre is nagy hatással volt a mű; általában a vonósötösein, ill. az 5. szimfóniájának menüettjén mutatkozik meg.
- Robert Schumann szerint „görögös könnyedség és bátorság” jellemzi a művet.
- Donald Francis Tovey szerint ez egy opera buffa, annak ellenére, hogy a szimfónia hangvétele elég tragikus.
- Charles Rosen a Klasszikus zene c. könyvében (megjelent magyarul a Zeneműkiadó kiadásában) kifejtett nézete szerint a szenvedés, az agresszió és a fájdalom megtestesítője a szimfónia.

## Hatása a populáris kultúrában
- 1971-ben „pop” változata, amelyet Waldo de Los Rios készített, az Egyesült Királyságban a slágerlisták élére állt.
- Ezen kívül mint csengőhang is igen népszerű.